# 전진훈
전진훈(戦陣訓)은 전진에서의 훈계(訓戒)를 뜻한다. 일본에서, 특히 무로마치 시대와 센고쿠 시대에 많이 발표되었으며 무사도의 역사에서 가훈과 같이 취급되어 곧잘 읽혔다.
혹은 1941년 1월 8일 육군대신 도조 히데키가 시달한 훈령(육훈일호[陸訓一号])을 가리킨다. 육훈일호 역시 군인이 해야함직한 행동규범을 나타낸 문서이며, 그 가운데 "살아 포로의 치욕을 당하지 아니하며(生きて虜囚の辱を受けず)"라는 구절이 유명하다. 법규범으로 통하여 군인·민간인에 의한 옥쇄·자결의 원인이 되었다.

## 전사
1882년 메이지 15년 군인칙유가 메이지 천황에 의해 발포되었다.
청일전쟁 와중 제1군 사령관이던 야마가타 아리토모는 청국군에 의한 포로취급의 잔학함을 문제시하여 "포로가 될 바에는 죽는 게 낫다"는 취지의 훈령을 내렸는데, 이것이 "살아 포로의 치욕을 당하지 아니하며"의 원형으로 지적된다.
적국 측 포로의 취급은 극히 잔인한 성질을 가진다. 결코 적에 생포당하는 일이 있어서는 아니된다. 오히려 깨끗이 일사(一死)를 이루어, 써 일본남아의 기상을 보여 일본남아의 명예를 다하라.
 — 1894년 8월 13일 야마가타 야리토모, 평양에서
러일전쟁 당시 포로가 된 병사가 적군에 아군의 정보를 쉬 흘렸던 탓에, 그것이 문제화하여 "포로가 되어도 적군의 심문에 답할 의무는 없"음을 철저히 지키도록 했다. 또 메이지 초기 이후 구화주의에 대한 반동으로 메이지 20년부터 국가주의·일본주의가 유행했으며, 청일·러일전쟁의 승리의 영향으로 "황도적 무사도"가 등장한다. 1905년(메이지 38년) 이노우에 데쓰지로는 《무사도총서》를 발표, 센고쿠 시대의 전진훈과 하가쿠레 따위를 한데 그러모은 후 청일·러일전쟁 승리는 일본 고래의 무사도에서 비롯된 것으로, 천황에 유일무이한 충성을 맹세하고 충의와 멸사봉공, 나라를 위해서라면 죽음조차 아끼지 않는 것이 무사도라고 해석했다. 이것은 훗날 1942년(쇼와 17년) 《무사도 전서》로 계승되어 태평양전쟁에 있어 "황도적 무사도"에 영향을 미친다. 다만 포로로 잡힌 장병에 대해 포로가 되기 전까지의 전공에 따라 적절한 훈장을 수여했으며 무조건으로 포로=불명예가 성립된 것은 아니다.
또 포로 대우에 관한 조약(제네바 조약)을 조인하며 비준하지 않은 이유로 군부에 의해 "일본군은 결코 항복지 않기에 이 조약은 편무(片務)적인 것이 된다"고 반발한 예(관방기밀 대 1984호의 삼 〈부로(俘虜)의 대우에 관한 1927년 7월 27일 조약 어비준방주청에 관한 건 회답〉)와 1929년 〈만국적십자회 관계일건〉에
제국 군인의 관념에 따르자면 부로가 됨은 예기치 않은 것임에 반하여 외국 군인의 관념에 따르자면 결코 그렇지는 않음일진대 본 조약은 형식은 상호적인 것이나 실질상으로는 아방(我方)만이 의무를 지는 편무적인 것이다 ... 부로에 관한 우대 보증을 줌으로 인해 이를테면 적군 장사(将士)가 목적 달성 후 부로가 되는 것을 전제로 공습을 계획하는 경우 항공기의 행동 반경은 배대(倍大)하여 제국으로서 피(被)공습의 위험이 커지는 등 아(我)해군의 작전상 불리를 초래함에 이를 수 있는 위험이 있다.
고 한 바가 있다.
때문에 태평양전쟁에서 일본군의 항복 거부나 자결은 도조 히데키의 전진훈 시달 이전부터 발생한 것으로 전진훈에 의해 일본군이 옥쇄나 자결했다고 보기는 어렵다는 시각이 있다.

## 쇼와 육군의 전진훈
중일전쟁에서 군기문란에 대한 대책으로 교육총감부가 군인칙유를 보충하는 것으로 작성을 시작했다. 발안은 이와쿠라 히데오가 하였다 전해진다(하타 슌로쿠가 하였다고도 한다). 원래 이와쿠라는 중국전선에서 약탈강간과 일반 시민의 학살 따위가 횡행하는 상황을 우려하여 군기문란 대책으로서 "훔치지 말라", "죽이지 말라", "범하지 말라"를 평이한 언어로 표현한 것을 제안했으나 완성된 전진훈은 고전적 정신주의를 전면에 내세운 것으로 당초 이와쿠라의 의도와는 전혀 다른 것이 되었다.
교육총감부가 작성을 추진하여 당시 교육총감이던 야마다 오토조, 본부장 이마무라 히토시, 교육총감부 제1과장 우자와 나오노부, 교육총감부 제1과 도덕교육 담당 우라베 아키라, 육군중위 시라네 다카유키 등이 중심으로 작성되었다. 국체관·사생관에 대해서는 이노우에 데쓰지로, 야마다 요시오, 와쓰지 데쓰로, 기히라 다다요시 등이 참여했으며 문체 방면에서는 시마자키 도손, 사토 소노스케, 도이 반스이, 고바야시 이치로 등이 교열에 참여했다.
도조 히데키 육군대신이 전진훈을 주도한 것이 통설이 되어 있으나 이와쿠라 히데오에 따르면 전진훈은 전임 이타가키 세이시로 육군대신, 아나미 고레치카 육군차관 시절에 벌써 작성이 개시되었으며 기초작업이 오래 걸려 도조가 대신일 무렵 완성된 것이라 한다.
육군성이 제정, 1941년(쇼와 16년) 1월 7일 상주, 이튿날 8일 육군시 관병식에서 육군 제1호로서 전군에 시달되었다. 같은 날 신문 등 미디어는 이를 크게 보도하였다. 요미우리 신문에서는 "쇼와의 군인혼 앙양 '전진훈'을 제정함―오늘 전 장병에 배포―"를 제목으로 "세계 동란에 대응하여 최정강 황군연성을 목표하여 육군에서는 황군병사가 곁에 놓고 실천복행하는 이른바 쇼와 무인감이라고도 할 수 있는 "전진훈"을 새로이 제정, 칠일 오후 상주 어재가를 거쳐 팔일 육군시관병식의 가일에 내려 도조 육상의 이름으로 전군에 시달, 각 병사에 한 장씩 배포(후략)"이라 보도, 전진훈의 전문을 게재하였다. 또한 15일호 주보(내각보도국 편집)에서는 "국민의 마음으로 할지라"며 민간인 역시 실천할 것을 요청하였다.
군인에 침투시키기 위해 육군성은 군대수첩과 동일한 사이즈의 전진훈을 제작했으며 이듬해 1942년판부터는 군대수첩에 아예 인쇄하기로 정했다. 그 밖에 《전진훈 해석》(1942년)도 발행했다.
당시 군인과 관료가 서적을 출판할 때 인세라는 형식으로 뇌물을 보내어(혹은 아첨하여) 다른 출판물의 출판허가를 받는 일이 허다하여 전진훈의 인세수령은 불명이다.

### 유포 및 영향
군대 내부에서는 봉독(奉読, 받들어 읽음)이 습관화되어 있었으며, 특히 야포병 제22연대에서는 기상 후 봉독이 습관이었다. 한편 군인칙유는 신병에 대하여 통째로 암기하도록 강제할 정도의 높은 중요성을 띤 것인 반면에, 전진훈은 그만한 강제성은 없었음이 지적된다. 시바 료타로는 관동군에서 교육을 받고 현역병만으로 구성된 연대(구루메 전차 제1연대)에 배속되어 매우 짧은 동안 초년병 교육을 도맡았으나 전진훈이 교재로 사용된 현장을 본 적이 없다, 간부후보생 시험 등에서도 군인칙유 암기는 테스트 대상이었으나 전진훈은 그러한 재료가 되지 못했던 것으로 보인다, 고 썼다.
일반 국민에 대하여 용지통제가 행해지던 가운데 1941년 한해에만 최소한 《전진훈술의》, 《전진훈화》 등 12종 해설서,  《마음을 단련하는 소국민의 전진훈》,  《소년애국전진훈이야기》 등 5종의 교재가 출판 허가를 받아 출판되었으며, 이후로도 패전하기까지 온갖 전진훈 관련 서적이 나왔다. 그 밖에 전진훈 카루타 등이 만들어졌다. 또 학교에서는 교육 내용에 편입되어 암기가 장려되었다. 때문에 지금까지 "암송 가능하다"는 사람도 있다. 오사카부 히라카타유원에는 '전진훈의 인형예술화'로서 국인형이 전시되기도 했다.
전진훈은 가요화되어 빅터, 폴리도르, 킹 각사에서 경쟁하듯 노래를 만들어 1941년 4월 발표하였다. 제목은 '戦陣訓の歌'로 통일되어 있다.
- 〈전진훈의 노래〉(빅터 레코드): 우메키 사부로 작사, 스마 요사쿠 작곡, 도쿠야마 다마키 가창.
- 〈전진훈의 노래〉(폴리도르 레코드): 후지타 마사토 작사, 에구치 요시 작곡, 오쿠다 료조, 세키 다테코, 보컬포합창단 가창.
- 〈전진훈의 노래〉(킹 레코드): 요시카와 에이시 작사, 나가타 겐지로 가창.

이 가운데 빅터 레코드반이 가장 널리 보급되어 노래되었다. 1971년 필리핀 루방섬에서 발견된 오노다 히로 전 육군소위는 기자회견에서, 빅터반 〈전진훈의 노래〉의 3절 "머리털 한 모 땅에 남기지 않았음에도..."를 인용, 발언했다. 또한 오늘날에도 육상자위대 중악음악대는 행진곡 〈전진훈〉을 연주한다.
전국시대에 "살아 포로의 치욕을 당하지 아니하며"를 실천한 인물을 모델로 한 영화법에 의한 국책영화 《도리이 스네에몬》(1942년)에서도 "살아 포로의 치욕을 당하지 아니하며"를 그대로 대사로 말하고 있다.

#### 옥쇄
전진훈은 복수의 전장에서 옥쇄명령문 가운데 인용되었다. 제2차 세계대전에서 최초로 쓰인 것은 1943년 5월 28일 애투섬 일본군 수비대 약 2,600명이 전멸 발표 시였다. 1943년 5월 29일 북해수비대 제2지구대 야마자키 야스요 대좌는 "비전투원되는 군속(軍属)은 각자 병기를 들고, 육해군을 아울러 일대(一隊)를 편성, 공격대의 후방을 전진토록 한다. 모두 살아 포로의 치욕을 당하지 아니하도록 각오하라"고 군속까지 포함하여 발령했다. 애투섬 옥쇄는 아사히신문 1943년 5월 31일 조간에서 "한 병사도 증원을 구하지 않고 열렬히 전진훈을 실천"이라는 제목으로 보도되었다. 1944년 7월 3일 사이판섬 수비대 나구모 주이치 중장은 사이판 전투에서 총돌격의 행동개시시각을 결정할 때 "사이판섬 수비대에 전하는 훈시"를 발표, "단호히 나아가 미귀(米鬼)에 일격을 가해 태평양의 방파제로서 사이판섬에 뼈를 묻으라. 전진훈에 이르되 "살아 포로의 치욕을 당하지 아니하며" 하였다. 용약히 전력을 다하고 종용(従容, 차분)히 유구한 대의에 삶을 기쁨으로 알라" 하였다. 그 결과 전사 약 21,000명, 자결 약 8,000명, 포로 921명이었다. 나구모 자신도 자결한 것으로 보인다.

### 평가
쇼와 육군의 전진훈에 대한 평가는 갈리고 있다. 일부에서는 태평양전쟁 중 발생한 일본군의 소위 반자이 돌격과 옥쇄(=전멸), 민간인의 자결을 부추겨 항복을 금지시킨 원인으로 이해하는 한편, 당시의 장병 가운데에는 전진훈을 비판하거나 무시한 자도 많았다고 생각된다(하기). 어찌 되었던 간에 군부의 폭주와 부패는 시국과 전국을 악화시켜 대일본제국은 패전, 멸망했다.
도조 히데키와 대립하고 있던 이시와라 간지 육군 중장(전진훈이 발령된 그해 8월 도조에 의해 파면되어 예비역)은 1941년 9월 저서 《최종전쟁론·전쟁사대관》에서 전진훈에 대하여 "장개석 저항의 근저에는, 일부 일본인의 비도의에 힘입어 지나 대중의 적개심을 부채질한 점에 있다. 《파견군장병에 고함》, 《전진훈》의 중대의의도 여기에 있다고 믿는다."고 썼다. 더구나 "군인칙유를 읽는 것으로 충분"하다며 부하가 절대 읽지 못하게 했다는 설이 있다. 또한 같은 해 1941년(쇼와 16년) 기쿠치 간은 "이것은 아마도 군인에 내려주신 칙유의 석의(釈義, 의미 풀이)로서, 혹은 실행세칙으로서 발표된 것 같다." 말한 바 있다.
전진훈은 어디까지나 도조 육군대신의 훈시였던 탓에 법적 구속력이 애매하여 해군에서는 이를 무시했다고 한다.
쇼와 18년 중국전선에서 전진훈을 받아든 이토 게이치 육군상등병(훗날의 전기작가)은 일독한 후 "열불이 나 그것을 조각조각 찢어버리고 발로 짓뭉갰다. 말하는 게 바보스러워지는 독전(督戦, 싸움을 독려함)문서로밖에 받아들이지 못했기 때문이다. 전진훈은 한없이 공허한 내용에, 개념적이며, 더구나 악문이었다. 자신은 강 건너 불구경을 하면서, 싸우고 있는 자에게 이 이상 싸우게 하고자 하는 의식만이 근간에 있어 그때까지 십년, 아니 그 이상 신산과 출혈을 거듭해온 군인에 대한 올바른 평가도 동정도 쥐뿔도 없었다. 동정은 집어치우더라도 이해가 없다. 더구나 동 항목의 호들갑스러운 표현은, 조금이라도 마음이 있는 자라면 부끄러워 땀을 흘릴 지경이다. 필자가 전장에서 전진훈을 내던진 것은, 실로 격한 수치에 견딜 수 없었기 때문이다. 이러한 우스꽝스러운 소책자를 득의양양히 병원(兵員)에 배포한, 그 따위 지도자의 명령에 싸우고 있는 건가, 하는 구원 없는 암담한 심정을 자각했기 때문이다."고 말한다. 또한 군인칙유는 수미일관한 명문으로 고평가하는 한편, 전진훈은 "세계전사 가운데 최악의 문장"으로 혹평하며 ""살아 포로의 치욕을 당하지 아니하며" 따위 입 밖에 꺼내지 않아도 전선 병사는 알고 있는 사실입니다. 문장 전체에 넘쳐흐르는 독선적인 냄새가 싫"었다며, 도조 히데키는 전진훈을 만든 책임이 있다고 말한다. 다만 전술하다시피 도조는 실제로는 제작에 관여하지 않았다. 그렇다 할지라도 전진훈이 도조 때 제정되어 도조 이름으로 시달된만큼 육군에서는 도조의 이미지와 밀접한 관계를 맺은 것이 사실이다.